# سيتي سنتر مسقط
سيتي سنتر مسقط أو مسقط سيتي سنتر (بالإنجليزية: City Centre Muscat) هو مركز تسوق يقع على طريق السلطان قابوس على بعد 3 كم أي 1.9 ميل من مطار مسقط الدولي قرب ولاية السيب غرب محافظة مسقط في سلطنة عُمان، حيث تم افتتاح المركز التجاري في أكتوبر عام 2001 يعتبر أكبر وأبرز وجهات التسوق والترفيه في سلطنة عمان ويستقبل سنوياً أكثر من 10 مليون زائر، وتم تطويره وإدارته من قبل شركة ماجد الفطيم العقارية وشهد المركز توسع في عام 2007 مما أدت إلى مضاعفة حجم المركز التجاري، وإضافة أكثر من 60 متجرًا جديدًا وزيادة مساحة البيع بالتجزئة إلى ما يزيد عن 60 مترًا مربعًا وفي يونيو عام 2013، أعلن المركز التجاري عن إعادة تطوير ثانية لإضافة 4.510 مترًا مربعًا من مساحة البيع بالتجزئة المخصصة للترفيه والمتعة.

## مجال الاستدامة
أسهمت مبادرات ماجد الفطيم في مجال الاستدامة في الحصول على شهادات لييد البلاتينية حيث شملت ممارسات عديدة، بما فيها إجراءات لزيادة كفاءة استهلاك المياه، تشمل استخدام تجهيزات دورات مياه عالية الكفاءة في جميع مراكز التسوق مما يقلل استهلاك المياه إلى حد كبير كما تتمتع مراكز التسوق بوصول استراتيجي إلى وسائل النقل العامة، مما يعزز من رصيدها عند تقييم الموقع والنقل، ويؤكد على التزام المجموعة بالنقل المستدامة
وتشتمل الممارسات التي تطبقها المجموعة في القطاع على استراتيجيات فعالة لإدارة النفايات، مثل تقليل النفايات وفصلها، مما يترك تأثيراً إيجابياً على تقييم الأداء في مجال النفايات، ويسهم كذلك استخدام أنظمة إضاءة موفرة للطاقة، بالإضافة إلى التحسين المستمر لكفاءة نظام التدفئة والتهوية وتكييف الهواء، في اكتساب نقاط أكثر في فئة الطاقة والجو، وتضمن هذه التحسينات المستدامة الاستمرارية على المدى الطويل وتعزيز رفاهية العملاء ورضاهم.

## الموقع
يقع في شارع السلطان قابوس في مدينة مسقط، عاصمة سلطنة عمان. يعتبر موقعه استراتيجياً لسهولة الوصول إليه من مختلف المناطق، سواء كنت قادماً من وسط المدينة أو من مطار مسقط الدولي. والمركز قريب من معالم رئيسية مثل مطار مسقط الدولي، مما يجعله وجهة تسوق مفضلة للزوار المحليين والدوليين. يقع بالقرب منه عدة طرق رئيسية تربطه بباقي أنحاء المدينة.